# سلمان ابو سته
سلمان ابو سته (عربی: سلمان ابو ستة؛ زاده: ۱۹۳۷) یک پژوهشگر فلسطینی در شهر «بئر السبع» می‌باشد.

## زندگی‌نامه
سلمان ابو سته در سال ۱۹۳۷ در «بئر السبع در فلسطین» متولد شد و توانست مدرک تحصیلی مهندسی شهری را از دانشگاه قاهره در سال ۱۹۵۹ را بگیرد. همچنین در سال ۱۹۶۴ دکترای مهندسی شهری را از دانشگاه لندن گرفت.

## مناصب
- در دانشگاه «ویستر اون تاریو» کانادا در منصب پروفسور کار کرد.
- عضو شورای ملی فلسطین در سالهای ۱۹۴۷ تا ۱۹۹۳ که توافقنامه اسلو امضاء شد؛ بود.
- عضو انجمن تعاونی فلسطینی در ژنو و رئیس کمیته پناهندگان و «الانروا» بود.
- عضو؛ انجمن مهندسی بریتانیایی و انجمن «ویستر اون تاریو» برای مهندسین در کانادا و انجمن آمریکایی مهندسی برای شهروندان بود.
- عضو سابق در دانشگاه تحکیم انگلیسی و کمیته آمریکایی برای توصیفات تأسیسات انرژی و شورای اجرایی برای تأسیسات فضایی بود.[۳]

## آثار
نزدیک به سی بحث علمی و آکادمی و کتاب در رابطه با مهندسی را تألیف کرد و بیشترین جایزه‌ها را از انجمن مهندسین بریتانیایی گرفت.
بیش از ۱۰۰ مقاله را تدوین کرده و ۴ کتاب در رابطه با پناهندگان به زبانهای انگلیسی و عربی منتشر کرد.
او پروژه‌ایی را پیش برد که در آن نقشه‌ایی که در برگیرنده همه روستاها و شهرهای فلسطینی بود را در ۳۴ میلیون نسخه به زبان‌های عربی و انگلیسی توزیع کرد.

## اسناد و گواهی
ابو سته بیش از ۴۰ سال را در بدست آوردن هر گونه اطلاعات در رابطه با فلسطین قبل از اشغالگری اسراییل و بعد از آن تلاش و کوشش کرد.

## تالیف‌ها
- حق مقدس بازگشت قانونی سال ۲۰۰۱ توسط مؤسسه عربی «المؤسسة العربیة للدراسات والنشر» و راه بازگشت.
- راهنمای شهرها و روستاهای تخلیه شده و فعلی و اماکن مقدس در فلسطین سال ۲۰۰۷ توسط «دار مؤسسة فلسطین للثقافة»
- ثبت فاجعه ۱۹۴۸ در سال ۲۰۰۰ توسط «مرکز باحث للدراسات»